# Portón Negro
Portón Negro é um município da Argentina, localizada na província de Formosa.